# Corridors of Power
Corridors of Power ist das vierte Soloalbum des nordirischen Hardrock- und Blues-Gitarristen Gary Moore. Es erschien im September 1982 und markierte den Durchbruch Moores in der internationalen Hardrockszene. Corridors of Power gilt heute manchmal als „das erste echte Heavy Metal-Album“ des Gitarristen.

## Entstehung
Nach den unvollendeten Aufnahmen seines Albums Dirty Fingers schloss sich Gary Moore im August 1981 der Band von Greg Lake an. Mit Lake spielte er ein Album ein und ging für mehrere Monate auf Tournee. Anfang 1982 wandte sich Moore aber wieder mehr seiner Solokarriere zu und nahm mit einer eigenen Band mehrere Demos auf. Zwar war er in der Folge noch an einem zweiten Album mit Lake beteiligt, doch bis zum Herbst des Jahres fand die Zusammenarbeit schließlich ihr Ende.
In der Zwischenzeit hatte Moore einen Vertrag bei Plattenfirma Virgin Records unterzeichnet. Schon im Frühjahr 1982 stellte er sich eine neue Band zusammen, die mit Ian Paice am Schlagzeug (Deep Purple), Neil Murray am Bass (Whitesnake) und Tommy Eyre am Keyboard (Greg Lake) aus einer Reihe namhafter Musiker bestand. In dieser Besetzung ging man schließlich ins Studio und spielte das Album Corridors of Power ein. Den Gesang übernahm Moore erstmals weitgehend selbst, lediglich bei dem Stück „End of the World“ stand mit Jack Bruce (Cream) ein anderer Leadsänger am Mikrofon.
Das in den Londoner Townhouse Studios aufgenommene Album war eine Mischung aus harten Rocksongs und eingängigen Balladen. Textlich überwogen einfache Liebeslieder; mit dem epischen „End of the World“ griff Moore aber auch wieder das Thema des Atomkriegs auf, das er schon auf seinem Album Dirty Fingers behandelt hatte. „Wishing Well“ ist die Coverversion eines Stücks der Band Free. Der Name Corridors of Power stammt aus einem Roman des Autors C. P. Snow und bezieht sich auf den Sitz der britischen Regierung in Whitehall.

## Veröffentlichung
Mit seiner Studioband spielte Moore im Sommer 1982 erste Konzerte in England. Als Sänger engagierte er dafür den Amerikaner Charlie Huhn (Ted Nugent), mit dem er eineinhalb Jahre zuvor schon das Album Dirty Fingers eingespielt hatte. Huhn scheint die Erwartungen aber nicht erfüllt zu haben und ging schon Ende August wieder zurück nach Detroit. Nach Abschluss der kleinen Vorab-Tournee wurde das Album im September 1982 schließlich veröffentlicht.
Mit Corridors of Power erlebte Moore seinen kommerziellen Durchbruch. Virgin Records unterstützte ihn deutlich mehr als seine alte Plattenfirma und brachte Singles, EPs und Bonusmaterial zu dem Album heraus. Im Oktober 1982 stieg Corridors of Power für mehrere Wochen in die britischen Albumcharts ein. Große Erfolge feierte Moore auch in Japan und in den USA hielt sich das Album im nächsten Jahr insgesamt dreizehn Wochen in den Charts.
Nachdem das Album veröffentlicht war, ging Moore im Herbst 1982 auf eine ausgedehnte Welttournee. Für Charlie Huhn kam der Sänger John Sloman (Lone Star, Uriah Heep) in die Band und Tommy Eyre wurde als Keyboarder durch Don Airey (Rainbow) ersetzt, der wie Huhn schon an Dirty Fingers mitgewirkt hatte. Die Band kam 1983 auch nach Japan, wo im Januar das Livealbum Rockin’ Every Night aufgenommen wurde. Danach verließ Sloman die Band wieder und Moore übernahm den Gesang von nun an endgültig selbst.

## Titelliste
1. Don’t Take Me for a Loser – 4:17
2. Always Gonna Love You – 3:56
3. Wishing Well – 4:06 (Free-Cover)
4. Gonna Break My Heart Again – 3:19
5. Falling in Love with You – 4:52
6. End of the World – 6:53 (mit Jack Bruce)
7. Rockin’ Every Night – 2:48
8. Cold Hearted – 5:12
9. I Can’t Wait Until Tomorrow – 7:47

Remastered Edition Bonustracks
1. Falling in Love with You – 4:17 (Singleversion)
2. Falling in Love with You – 4:24 (Instrumental)
3. Love Can Make a Fool of You – 4:06 (unveröffentlicht)

## Besetzung
- Gary Moore: Gesang, Gitarre
- Ian Paice: Schlagzeug
- Neil Murray: Bass
- Tommy Eyre: Keyboard

Gastmusiker
- Jack Bruce: Gesang (6)
- Bobby Chouinard: Schlagzeug (6)
- Mo Foster: Bass (5)

## Rezeption
Corridors of Power erschien, noch bevor es regelmäßige Hardrock- und Metal-Magazine zu kaufen gab. Deshalb ist es schwer, Rezensionen aus dieser Zeit zu finden. Retrospektiv hob Chris Welsh im August 1989 in seiner Gary Moore Special Rock-History, abgedruckt als Fan Mag im Metal Hammer, einige Lieder hervor: Das Live-Glanzstück Wishing Well, welches gegenüber der Originalversion von Free durch „ausdrucksvolle und auch heulende Riffs“ auffalle, das allein schon durch den Titel „provozierende“ Don’t Take Me for a Loser und das als Single veröffentlichte balladeske Falling in Love with You. In der 1998 erschienenen Rock-Hard-Enzyklopädie wird nur erwähnt, dass Moore „seine Soloexzesse auf melodische Gitarrenläufe“ reduziert und sich durch Übernahme der Lead-Vocals von unzuverlässigen Sängern unabhängig gemacht habe. Anlässlich von Wiederveröffentlichungen schrieb Götz Kühnemund 2001 im Rock Hard, Moore habe „frühzeitig einen völlig eigenen, unverwechselbaren Gitarrenstil“ besessen. Als „Hymnen“ bezeichnete er End of the World, Don’t Take Me for a Loser, I Can’t Wait Until Tomorrow und Cold Hearted. Das ganze Album sei ein „Meilenstein“ und klinge „19 Jahre nach der Erstveröffentlichung kein bisschen veraltet“. Und Alan Tepper stellte 2003 im Eclipsed fest, die Stücke seien „hart und schnell“, wofür insbesondere der „Konzertklassiker Rockin’ Every Night“ stehe. End of the World habe „jeden Gitarristen erblassen“ lassen. Für Abkühlung im „Härtemaximum“ des „Ausnahmegitarristen“ sorge das Cover Wishing Well.